# هيدي كرم
هيدي كرم (27 أغسطس  1980 -) ممثلة مصرية.

## عن حياتها
ولدت في شبرا وعاشت فيها سبع سنوات، تخرجت من كلية التجارة «قسم لغة فرنسية» في جامعة عين شمس، بدأت طريقها الفني بالعمل كموديل في الإعلانات التليفزيونية واستمرت في تقديمها لمدة عامين ثم عملت كمذيعة مدة قصيرة، وذلك في شبكة شبكة راديو وتلفزيون العرب وقناة إم بي سي 1، وتخرجت أثناء ذلك من كلية التجارة جامعة عين شمس، ثم دخلت مجال التمثيل من خلال مسلسل مارينا مارينا ولم يتم عرضه، وشاركت بعدها في العديد من الأعمال الفنية.

## أعمالها

### أفلام
| - علي بابا:2018-ماهي - اللي اختشوا ماتوا:2016-بيرو - شمال يا دنيا:2013 - أبو كاليبتو:2010 | - حفل زفاف:2009-أميرة - البلد دي فيها حكومة:2008-د. نور بنت اللواء فوزي - نقطة رجوع:2007-سهام - البلياتشو:2007-فاتن | - استغماية:2006 - آخر الدنيا:2006-دينا - ملك وكتابة:2006-مريم - كان يوم حبك:2005 |

### مسلسلات
| - فارس بلا جواز:2021- ريم الشناوى - لؤلؤ 2020 - داليا زوجة طارق - كلبش 3:2019-المذيعة شهيرة الملاح - الزوجة 18:2019-هايدي - أنا شيري دوت كوم:2019-ضيفة شرف - طلعت روحي:2018-سيزا الكاشف / راندا - اختيار إجباري:2017-إيناس - نصيبي وقسمتك (ج2):2017 - سابع جار:2017-نهى | - طاقة نور:2017-نبيلة طنطاوي - هبة رجل الغراب (ج3، 4):2016، 2017-لينا - ليلة:2016 - أوراق التوت:2015-يوديت - بعد البداية:2015 - فرصة ثانية:2014 - ابن موت:2012 | - الصفعة:2012-لينا - المحطة الجاية:2012-لبنى - شبرا تي في:2011 - اللص والكتاب:2010-سارة عاصم - حضرة الضابط أخي:2009-راندا جاد الحق - لحظات حرجة:2007-مريم - العندليب حكاية شعب:2006-جيجي | - من غير ميعاد:2005 - العميل 1001:2005-عزّة - بنت من شبرا:2004-بولا - مصر الجديدة:2004-دولت هدى شعراوي - أصحاب المقام الرفيع:2004-هايدي - الإمبراطور:2002 - مارينا مارينا:2002 |

### برنامج
| - ملكة المطبخ:2012-مذيعة - التوصيلة:2018-ضيفة - عقارب الساعة:2018-ضيفة - كلام ستات:2018-تقديم | - أبيض وأسود:2016-ضيفة - نفسنة:2015-تقديم - ريتنغ رمضان:2015-ضيفة - معكم منى الشاذلي:2014-ضيفة |

### من الكليبات
- كليب عيني ل هشام عباس وحميد الشاعري
- كليب عايزة أعرف أنت مين ل سميرة سعيد

## وصلات خارجية
- هيدي كرم على موقع IMDb (الإنجليزية)
- هيدي كرم على موقع الدهليز
- هيدي كرم على موقع قاعدة بيانات الأفلام العربية
- هيدي كرم على موقع قاعدة بيانات الفيلم (الإنجليزية)